# Bobby Jones (basquetebolista)
Robert Clyde "Bobby" Jones (Charlotte (Carolina do Norte), 18 de dezembro de 1951) é um ex-basquetebolista estadunidense que jogou duas temporadas na ABA e mais dez na NBA. Jogava na posição de ala e media 2,06 cm.
Começou a sua carreira no famoso clube ACM, tendo sido temporariamente reformado devida a más notas.

## Trajetória esportiva

### Universidade
Jogou durante 3 temporadas nos Tar Heels da Universidade da Carolina do Norte, onde, antes de ingressar à NBA obteve médias de 13,7 pontos e 8,9 rebotes por partida. Estas estatísticas permitiram-lhe ser eleito para competir com a Seleção de basquete de Estados Unidos nos Jogos Olímpicos de Munique 72, jogando aquele famosa final que se resolveu com polêmica nos últimos segundos a favor da antiga União Soviética

### Profissional
Foi eleito no Draft da NBA de 1974 na quinta posição da primeira rodada pelos Houston Rockets, mas decidiu ir-se a liga rival de então, a ABA, e fechar com o Denver Nuggets. Em sua primeira temporada, foi eleito no melhor quinteto de rookies e no melhor quinteto defensivo de toda a liga. Após duas temporadas, a ABA foi extinta, e ele e sua equipa emigraram à NBA. Jogou em Denver até 1978, quando foi contratado pelo Philadelphia 76ers. Ali coincidiria com duas grandes estrelas da liga de todos os tempos, como Julius Erving e Moses Malone, com os que conquistou o anel de campeão no ano 1983. Foi, durante várias temporadas, o único jogador de raça branca de sua equipa.
De sua capacidade defensiva falam seus aparecimentos nas melhores equipas defensivas da liga, tanto na NBA como na ABA, em todos seus anos como profissional, salvo no de sua retirada, em 1986. Obteve médias de 12,1 pontos e 6,1 rebotes por partida ao longo de sua carreira profissional.

#### Estatísticas na ABA e a NBA

##### Temporada regular
| Temporada | Idade | Equipe             | Liga  | P   | TIT | Min  | TC  | TCA  | %TC  | 3P  | 3PA | %3P  | TL  | TLA | %TL  | R.of. | R.deF. | REB | ASIS | ROB | TAP | PER | FP  | PTS  |
| 1974-75   | 23    | Denver Nuggets     | ABA   | 84  |     | 32.2 | 6.3 | 10.4 | .604 | 0.0 | 0.0 | .000 | 2.2 | 3.2 | .695 | 2.7   | 5.5    | 8.2 | 3.6  | 2.0 | 1.8 | 2.8 | 3.1 | 14.8 |
| 1975-76   | 24    | Denver Nuggets     | ABA   | 83  |     | 34.3 | 6.1 | 10.6 | .581 | 0.0 | 0.0 |      | 2.6 | 3.7 | .698 | 2.9   | 6.6    | 9.5 | 4.0  | 2.0 | 2.2 | 2.8 | 3.0 | 14.9 |
| 1976-77   | 25    | Denver Nuggets     | NBA   | 82  |     | 29.5 | 6.1 | 10.7 | .570 |     |     |      | 2.9 | 4.0 | .717 | 2.1   | 6.1    | 8.3 | 3.2  | 2.3 | 2.0 |     | 2.9 | 15.1 |
| 1977-78   | 26    | Denver Nuggets     | NBA   | 75  |     | 32.5 | 5.9 | 10.1 | .578 |     |     |      | 2.8 | 3.7 | .751 | 2.2   | 6.3    | 8.5 | 3.4  | 1.8 | 1.7 | 2.6 | 2.9 | 14.5 |
| 1978-79   | 27    | Philadelphia 76ers | NBA   | 80  |     | 28.8 | 4.7 | 8.8  | .537 |     |     |      | 2.6 | 3.5 | .755 | 2.5   | 4.2    | 6.6 | 2.5  | 1.3 | 1.2 | 2.1 | 3.1 | 12.1 |
| 1979-80   | 28    | Philadelphia 76ers | NBA   | 81  |     | 26.2 | 4.9 | 9.2  | .532 | 0.0 | 0.0 | .000 | 3.2 | 4.1 | .781 | 1.9   | 3.7    | 5.6 | 1.8  | 1.3 | 1.5 | 1.8 | 2.8 | 13.0 |
| 1980-81   | 29    | Philadelphia 76ers | NBA   | 81  |     | 25.3 | 5.0 | 9.3  | .539 | 0.0 | 0.0 | .000 | 3.5 | 4.3 | .813 | 1.8   | 3.6    | 5.4 | 2.8  | 1.2 | 0.9 | 1.8 | 2.8 | 13.5 |
| 1981-82   | 30    | Philadelphia 76ers | NBA   | 76  | 73  | 28.7 | 5.5 | 9.7  | .564 | 0.0 | 0.0 | .000 | 3.5 | 4.4 | .790 | 1.4   | 3.7    | 5.2 | 2.5  | 1.3 | 1.5 | 1.9 | 2.8 | 14.4 |
| 1982-83   | 31    | Philadelphia 76ers | NBA   | 74  | 0   | 23.6 | 3.4 | 6.2  | .543 | 0.0 | 0.0 | .000 | 2.2 | 2.8 | .793 | 1.4   | 3.3    | 4.6 | 1.9  | 1.1 | 1.2 | 1.5 | 2.7 | 9.0  |
| 1983-84   | 32    | Philadelphia 76ers | NBA   | 75  | 0   | 23.5 | 3.0 | 5.8  | .523 | 0.0 | 0.0 | .000 | 2.2 | 2.8 | .784 | 1.2   | 3.1    | 4.3 | 2.5  | 1.4 | 1.4 | 1.3 | 2.7 | 8.3  |
| 1984-85   | 33    | Philadelphia 76ers | NBA   | 80  | 8   | 20.4 | 2.6 | 4.8  | .538 | 0.0 | 0.1 | .000 | 2.3 | 2.7 | .861 | 1.3   | 2.4    | 3.7 | 1.9  | 1.1 | 0.6 | 1.5 | 2.3 | 7.5  |
| 1985-86   | 34    | Philadelphia 76ers | NBA   | 70  | 42  | 21.7 | 2.7 | 4.8  | .559 | 0.0 | 0.0 | .000 | 1.6 | 2.1 | .786 | 0.7   | 1.7    | 2.4 | 1.8  | 0.7 | 0.7 | 1.3 | 2.3 | 7.0  |
| Total     |       |                    | TOTAL | 941 | 123 | 27.3 | 4.7 | 8.5  | .560 | 0.0 | 0.0 | .000 | 2.6 | 3.5 | .766 | 1.9   | 4.2    | 6.1 | 2.7  | 1.5 | 1.4 | 2.0 | 2.8 | 12.1 |
|           |       |                    | NBA   | 774 | 123 | 26.1 | 4.4 | 8.0  | .550 | 0.0 | 0.0 | .000 | 2.7 | 3.5 | .780 | 1.7   | 3.8    | 5.5 | 2.4  | 1.4 | 1.3 | 1.8 | 2.7 | 11.5 |
|           |       |                    | ABA   | 167 |     | 33.2 | 6.2 | 10.5 | .592 | 0.0 | 0.0 | .000 | 2.4 | 3.5 | .697 | 2.8   | 6.1    | 8.9 | 3.8  | 2.0 | 2.0 | 2.8 | 3.1 | 14.9 |

##### Playoffs
| Temporada | Idade | Equipe             | Liga  | P   | TIT | Min  | TC  | TCA  | %TC  | 3P  | 3PA | %3P  | TL  | TLA | %TL  | R.of. | R.deF. | REB | ASIS | ROB | TAP | PER | FP  | PTS  |
| 1974-75   | 23    | Denver Nuggets     | ABA   | 13  |     | 32.9 | 5.3 | 9.9  | .535 | 0.0 | 0.1 | .000 | 2.4 | 3.1 | .775 | 2.7   | 5.8    | 8.5 | 2.9  | 0.9 | 0.9 | 2.4 | 3.8 | 13.0 |
| 1975-76   | 24    | Denver Nuggets     | ABA   | 13  |     | 33.2 | 5.7 | 9.8  | .583 | 0.0 | 0.0 |      | 2.3 | 3.2 | .732 | 3.2   | 5.5    | 8.6 | 4.5  | 1.2 | 1.5 | 2.6 | 4.1 | 13.7 |
| 1976-77   | 25    | Denver Nuggets     | NBA   | 6   |     | 31.2 | 5.2 | 10.7 | .484 |     |     |      | 1.7 | 2.8 | .588 | 1.8   | 4.0    | 5.8 | 3.5  | 2.8 | 2.3 |     | 4.2 | 12.0 |
| 1977-78   | 26    | Denver Nuggets     | NBA   | 13  |     | 30.0 | 5.1 | 8.9  | .569 |     |     |      | 2.6 | 3.5 | .739 | 2.8   | 5.1    | 7.8 | 2.7  | 1.2 | 0.7 | 1.8 | 3.2 | 12.8 |
| 1978-79   | 27    | Philadelphia 76ers | NBA   | 9   |     | 28.9 | 5.3 | 9.7  | .552 |     |     |      | 2.4 | 2.9 | .846 | 1.3   | 3.4    | 4.8 | 2.1  | 0.6 | 0.4 | 1.7 | 3.3 | 13.1 |
| 1979-80   | 28    | Philadelphia 76ers | NBA   | 18  |     | 26.1 | 5.0 | 9.6  | .523 | 0.0 | 0.1 | .000 | 2.9 | 3.4 | .855 | 1.6   | 3.2    | 4.8 | 1.7  | 1.2 | 1.8 | 1.3 | 3.1 | 12.9 |
| 1980-81   | 29    | Philadelphia 76ers | NBA   | 16  |     | 27.7 | 5.1 | 10.0 | .506 | 0.0 | 0.0 |      | 4.6 | 5.5 | .830 | 2.2   | 3.3    | 5.5 | 2.1  | 1.1 | 1.3 | 2.0 | 3.8 | 14.7 |
| 1981-82   | 30    | Philadelphia 76ers | NBA   | 21  |     | 28.0 | 4.5 | 8.3  | .540 | 0.0 | 0.0 |      | 3.2 | 3.9 | .840 | 1.8   | 3.0    | 4.7 | 2.5  | 0.7 | 1.0 | 1.6 | 3.3 | 12.2 |
| 1982-83   | 31    | Philadelphia 76ers | NBA   | 12  |     | 27.0 | 3.6 | 6.5  | .551 | 0.0 | 0.1 | .000 | 1.4 | 1.7 | .850 | 1.6   | 3.3    | 4.8 | 2.8  | 1.3 | 1.5 | 1.5 | 2.4 | 8.6  |
| 1983-84   | 32    | Philadelphia 76ers | NBA   | 5   |     | 26.0 | 3.0 | 6.2  | .484 | 0.0 | 0.0 |      | 3.6 | 3.8 | .947 | 1.8   | 2.8    | 4.6 | 1.8  | 0.6 | 1.4 | 1.6 | 2.4 | 9.6  |
| 1984-85   | 33    | Philadelphia 76ers | NBA   | 13  | 11  | 23.8 | 3.5 | 6.0  | .590 | 0.0 | 0.0 |      | 1.1 | 1.5 | .700 | 1.7   | 2.0    | 3.7 | 1.2  | 0.9 | 1.2 | 1.5 | 2.9 | 8.2  |
| 1985-86   | 34    | Philadelphia 76ers | NBA   | 12  | 5   | 27.4 | 3.3 | 6.2  | .527 | 0.0 | 0.1 | .000 | 3.2 | 4.2 | .760 | 0.8   | 1.9    | 2.7 | 2.8  | 0.8 | 1.2 | 1.3 | 3.3 | 9.7  |
| Total     |       |                    | TOTAL | 151 | 16  | 28.4 | 4.6 | 8.5  | .540 | 0.0 | 0.0 | .000 | 2.7 | 3.4 | .800 | 2.0   | 3.6    | 5.5 | 2.5  | 1.1 | 1.2 | 1.7 | 3.3 | 11.9 |
|           |       |                    | NBA   | 125 | 16  | 27.4 | 4.4 | 8.3  | .535 | 0.0 | 0.0 | .000 | 2.8 | 3.4 | .809 | 1.8   | 3.2    | 4.9 | 2.3  | 1.1 | 1.2 | 1.6 | 3.2 | 11.6 |
|           |       |                    | ABA   | 26  |     | 33.0 | 5.5 | 9.8  | .559 | 0.0 | 0.0 | .000 | 2.3 | 3.1 | .753 | 2.9   | 5.7    | 8.6 | 3.7  | 1.1 | 1.2 | 2.5 | 3.9 | 13.3 |

## Prêmios pessoais
- Melhor sexto homem do ano em 1983.
- 5 vezes All Star (4 na NBA, 1 na ABA).
- Eleito em 10 ocasiões na melhor equipe defensiva da liga (2 na ABA), e uma vez na segunda equipe.
- Campeão da NBA em 1983.
- Líder, em três ocasiões, em percentagem de tiros de campo.
- Seu número 24 foi retirado pelos Sixers como homenagem.